# Kazimiera Szczuka

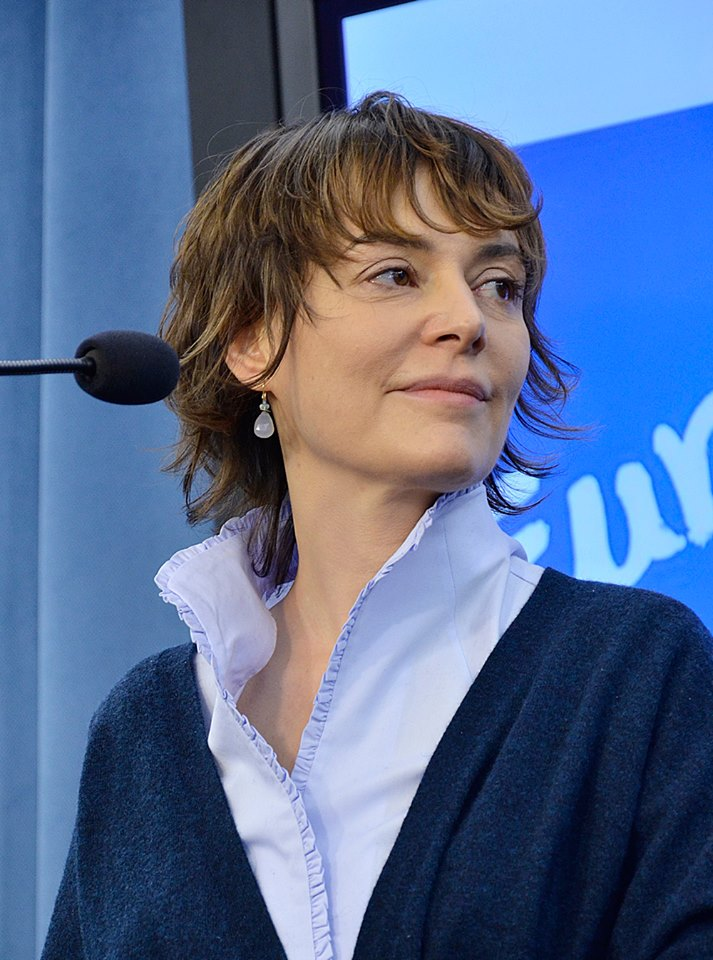
Kazimiera Szczuka

Kazimiera Szczuka (* 22. Juni 1966 in Warschau) ist eine polnische Literaturhistorikerin, Literaturkritikerin, Fernsehjournalistin und Aktivistin der Feminismus-Bewegung.
Sie ist Vortragende von Gender Studies am Institut für Literaturforschung der Polnischen Akademie der Wissenschaften sowie an der Regiefakultät der Aleksander-Zelwerowicz-Theaterakademie Warschau.
Sie war Mitbegründerin der Frauenvereinigung „8. März“ und nahm an der Organisierung der alljährlichen „Manifa“-Frauenmärschen teil. Sie gehörte zu den Mitbegründern der Grünen-Partei „2004“ und ist Mitglied der Redaktionen der nichtkommunistischen linken Zeitschrift Krytyka Polityczna und des feministischen Infoservices Feminoteka. 
Sie verfasste zwei Bücher über Frauenrechte und zwei weitere in Zusammenarbeit mit Maria Janion und Katarzyna Bratkowska. 
Sie studierte Literaturgeschichte an der Universität Warschau bei Maria Janion. Ihre Diplomarbeit wurde mit dem Jan-Józef-Lipski-Preis ausgezeichnet.
Sie tritt oft in staatlichen und privaten Fernsehsendern mit kulturellen und politischen Programmen auf und gibt Interviews über aktuelle Themen. 
Sie moderierte 2004 bis 2006 die Quizsendung Najsłabsze ogniwo (Weakest Link) im privaten TVN-Fernsehen.
Wegen ihrer Aktionen zugunsten der Sexualaufklärung, Schwangerschaftsverhütung, Ermöglichung von Schwangerschaftsabbruch in schwierigen Lebenslagen und Teilnahme an der LGBT-Bewegung wird sie von rechtsorientierten Medien heftig angegriffen.
Sie bewarb sich erfolglos in Bydgoszcz an der Europawahl in Polen 2014 als parteilose Kandidatin mit Unterstützung seitens der Partei Twój Ruch und erhielt 10.515 Wählerstimmen.

## Werke (Auswahl)
- Kazimiera Szczuka: Kopciuszek, Frankenstein i inne: Feminizm wobec mitu (Aschenputtel, Frankenstein und Andere – Feminismus angesichts eines Mythos). eFKa, Kraków 2001, ISBN 8391546004.
- Kazimiera Szczuka: Milczenie owieczek: Rzecz o aborcji (Das Schweigen der Schäfchen – über Schwangerschaftsabbruch). W.A.B, : Warszawa 2004, ISBN 83-89291-36-3.
- Maria Janion: Janion: transe, traumy, transgresje. Niedobre dziecię (Maria Janion – Trancen, Traumas und Transgressionen – ein böses Kind) im Gespräch mit Kazimiera Szczuka. Wydawnictwo Krytyki Politycznej, Bd. 1, Warszawa 2012, ISBN 978-83-63855-02-4.
- Maria Janion: Janion: transe, traumy, transgresje. Prof. Misia (Maria Janion – Trancen, Traumas und Transgressionen – Prof. Misia) im Gespräch mit Kazimiera Szczuka. Wydawnictwo Krytyki Politycznej, Bd. 2, Warszawa 2014, ISBN 978-83-63855-63-5.
- Katarzyna Bratkowska, Kazimiera Szczuka: Duża książka o aborcji (Ein großes Buch über Schwangerschaftsabbruch). Wydawnictwo Czarna Owca, Warszawa 2011, ISBN 978-83-75542-15-8.